# أنتوني إيفانز (مدرب كرة سلة)
أنتوني إيفانز (بالإنجليزية: Anthony Evans)‏ هو مدرب كرة سلة أمريكي، ولد في 25 مارس 1970 في بروكلين في الولايات المتحدة.